# Bob Twiggs

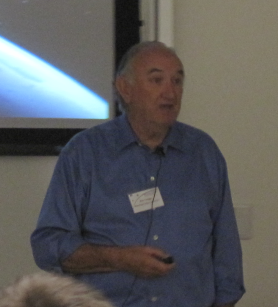
Bob Twiggs (2009)

Robert James Twiggs (* 27. November 1935 in Blackfoot, Idaho) ist ein US-amerikanischer Raumfahrtingenieur.
Twiggs studierte Elektrotechnik an der University of Idaho (Bachelor 1961) und an der Stanford University (Master 1963). Danach arbeitete er in der Industrie mit Elektronenröhren. Im Jahr 1994 wurde er Professor in Stanford. Er gilt als Vater des Cubesat- und des PocketQube-Standards für Kleinsatelliten. Nach seiner Emeritierung in Stanford wurde er 2009 Professor an der Morehead State University.